# Orion Riders
Orion Riders es una banda Italiana formada por Carmelo Siracusa (bajo), Vincenzo Di Stefano (voces) y Antonello Condorelli guitarra) en mayo de 1997. Tiempo después, el baterista Tony Zappa, el guitarrista Davide Arcifa, se unieron como miembros de la banda.
La banda está inspirada en importantes grupos heavy metal, como Iron Maiden, Judas Priest, Queensryche y Helloween. 
En enero de 1999, la banda grabó su primer Demo-Cd llamado Brothers Of Another Time. 
En septiembre de 1999 el guitarrista Davide Arcifa fue remplazado por Riccardo Failla, quien dio a la banda el verdadero dúo de guitarras sin cambio el estilo de Orion Riders. Después del éxito de "Brothers", Vincenzo Di Stefano fue remplazado por Alessandro Di Grazia. Ellos comenzaron grabando en marzo de 2000 su segundo Demo "Leave". El sonido fue diferente, más enérgico y progresivo.
Después de algunos conciertos el cantante se fue de la banda y fue remplazado inmediatamente por Joe Lombardo. Ésta es la última formación del grupo. Orion Riders comenzaron a grabar durante octubre del 2002 en el estudio TRP de Riccardo Samperi (Catania - Italia), su primer disco completo titulado "A New Dawn" ("Un Nuevo Amanecer"). Terminan la grabación en marzo de 2003 y firman un acuerdo con Lion Music, importante etiqueta finlandesa.
- Datos: Q9053111